# 碧南駅
碧南駅（へきなんえき）は愛知県碧南市中町五丁目48にある、名鉄三河線の駅。駅番号はMU11。
三河線の終着駅。かつては吉良吉田駅（西尾線・蒲郡線の駅として現存）まで線路が延びていたが、吉良吉田方面は2004年（平成16年）4月1日に廃線となった。manacaが使用可能である。
本項ではかつて当駅から分岐していた大浜口支線（おおはまぐちしせん）についても記述する。

## 歴史
- 1914年（大正3年）2月5日 - 三河鉄道の大浜港駅（おおはまみなとえき）として開業。当初は終着駅[1]。
- 1915年（大正4年）11月29日 - 大浜臨港線（後の大浜口支線）延伸開業。途中駅となる[2]。
- 1926年（大正15年）9月1日 - 当駅 - 神谷駅（後の松木島駅）間延伸開業（吉良吉田までの延伸は、1928年8月25日）。
- 1941年（昭和16年）6月1日 - 三河鉄道が名古屋鉄道に合併。同社三河線の駅となる。
- 1944年（昭和19年）12月7日 - 昭和東南海地震により駅舎被災[3]。
- 1946年（昭和21年）8月1日 - 大浜口支線廃止[4]。
- 1947年（昭和22年）6月 - 2代目駅舎竣工[5]。
- 1954年（昭和29年）4月1日 - 碧南駅に改称[1]。
- 1977年（昭和52年）5月25日 - 貨物営業廃止[6]。
- 2004年（平成16年）4月1日 - 当駅・吉良吉田駅間廃止に伴い終着駅となる[1]。廃止区間に代替バス（ふれんどバス）が運行開始。
- 2005年（平成17年）
  - 8月 - 駅集中管理システムを導入、無人駅に[7]。
  - 9月14日 - トランパス導入。
- 2011年（平成23年）2月11日 - ICカード乗車券「manaca」供用開始。
- 2012年（平成24年）2月29日 - トランパス供用終了。
- 2019年（平成31年）3月 - 3代目駅舎竣工[8]。
- 2020年（令和2年）
  - 7月 - 碧南駅待合所竣工[9]。
  - 9月1日 - 碧南駅待合所供用開始[9]。
- 2024年（令和6年）3月5日 - 名鉄碧南駅西駅前広場供用開始[10]。

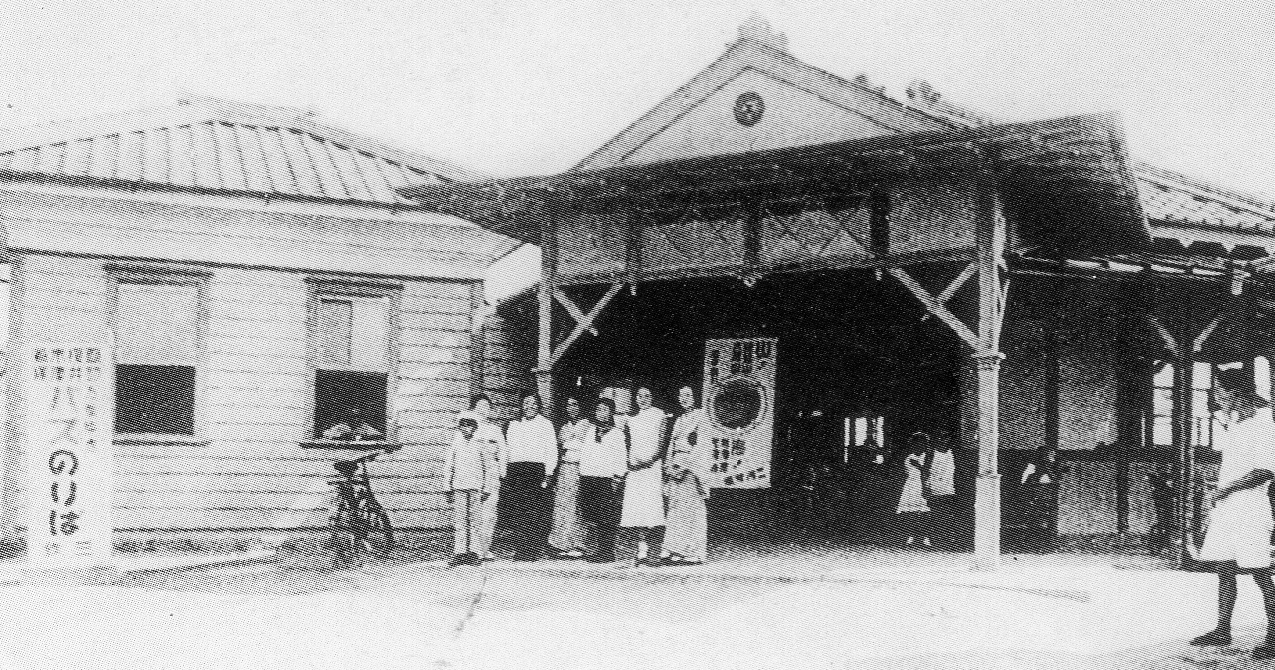
初代駅舎 （昭和10年代）
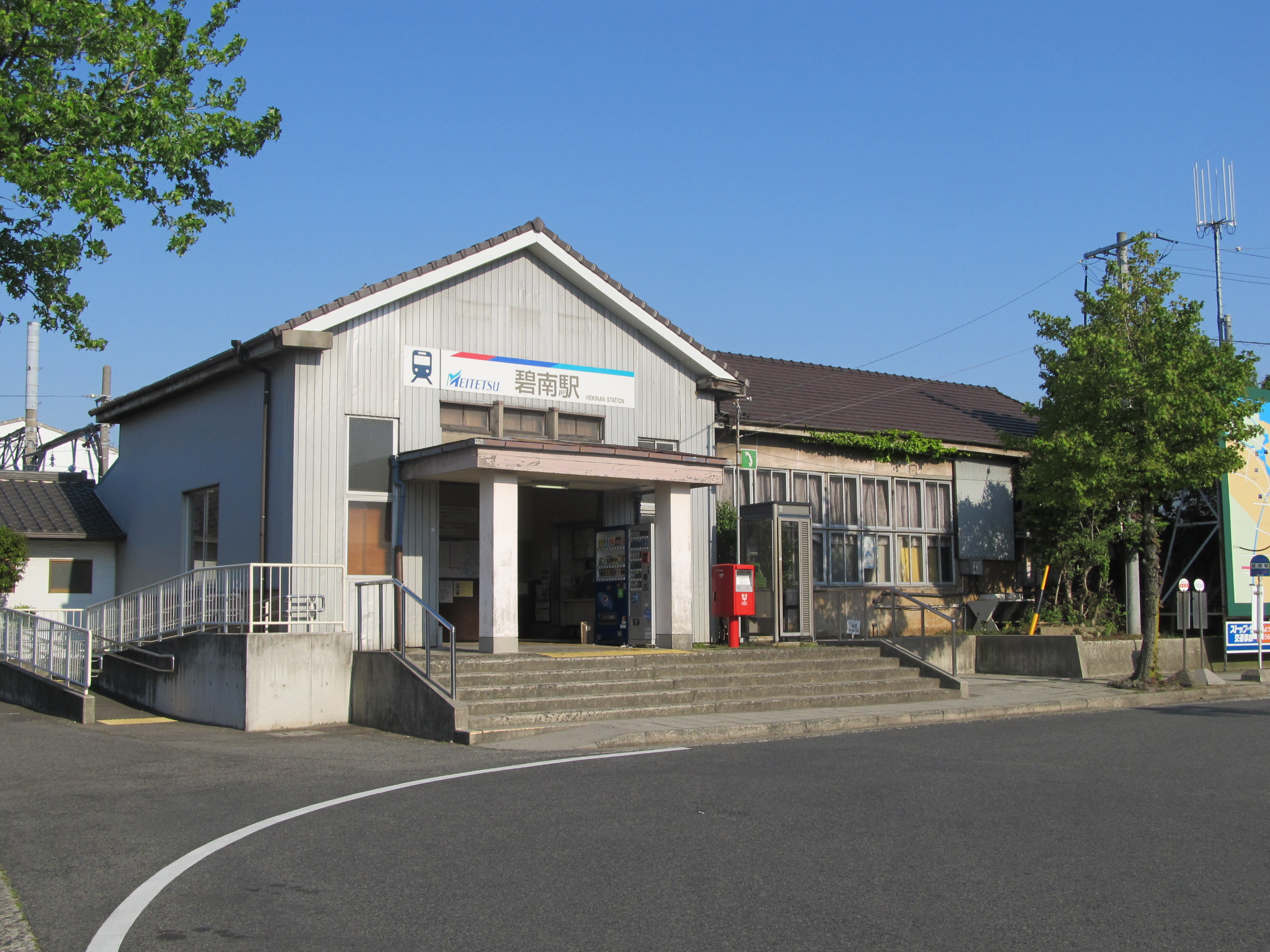
2代目駅舎 （2014年5月）
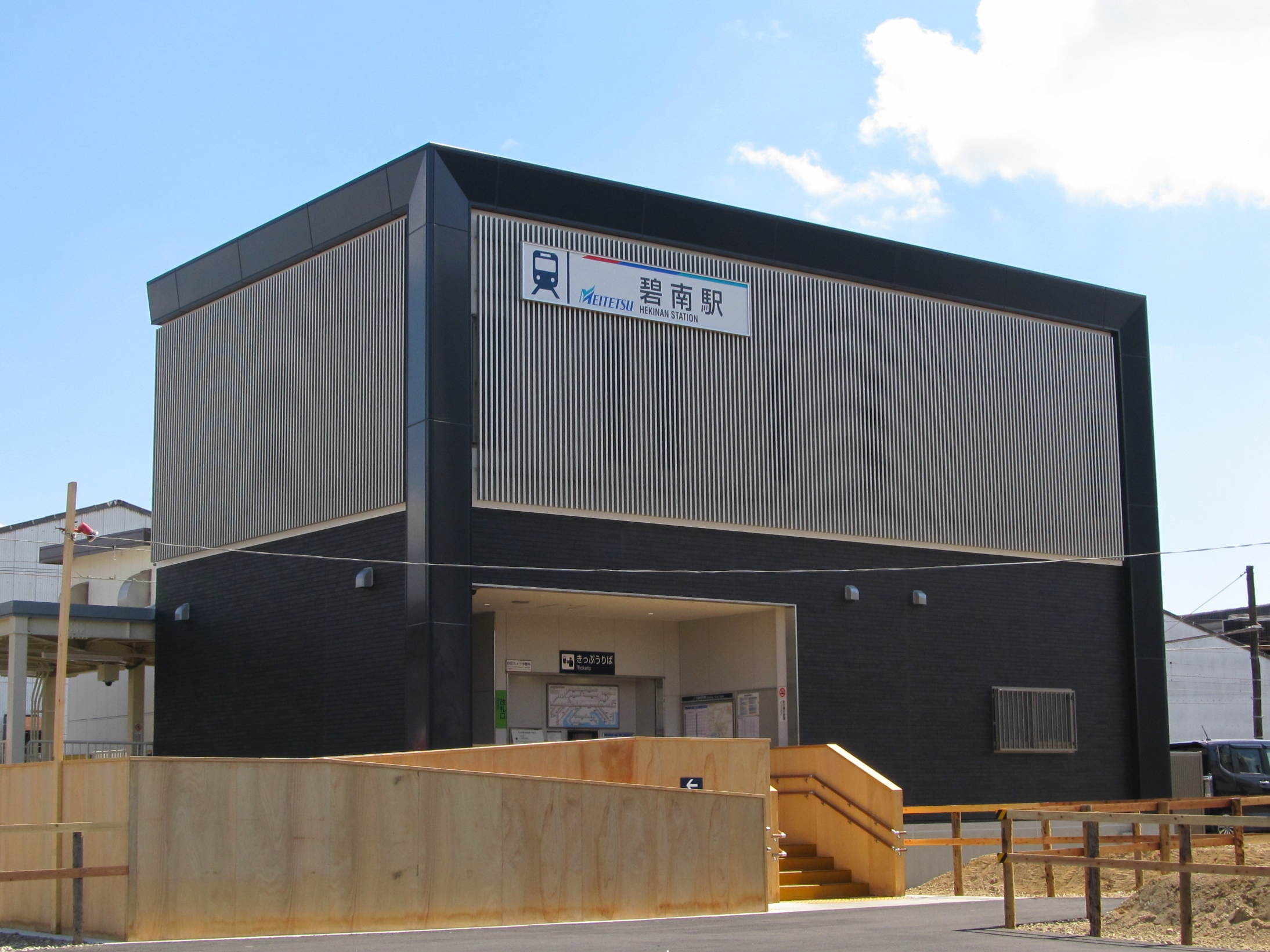
3代目駅舎 （2019年4月）

## 駅構造
島式1面2線ホームを持つ地上駅。終着駅であるが駅集中管理システム（管理駅は知立駅）による駅員無配置駅となっており、知立駅から遠隔管理されている。改札口はホームの南端に1箇所あり、付近には自動券売機（新規manaca通勤定期乗車券及び継続manaca定期乗車券の購入にも対応しているが、7:00～22:00以外の時間帯は名鉄ミューズカードでの決済は不可能である）と自動精算機（ICカードの積み増し等も可能）を1台ずつ備えている。改札側から見て、左の線路が1番線である。1番線は構内踏切がない現在は通路の手前に車止めが設置されている。2番線の横には留置線が2本あり、無人化後も当駅で夜間滞泊が行われている。2番線は2004年4月の吉良吉田方面廃止後も少し余裕を持たせて残され、引き上げ線として使われている。
現在の駅舎は2019年（平成31年）3月に建設された。一方、改札外に隣接する待合室は駅周辺整備事業の一環として碧南市が建設したもので、2020年（令和2年）9月1日より供用を開始した。駅舎とデザインの統一感を持たせるため黒を基調とした外観で、屋根には三州瓦を使用している。待合室内には地元業者から寄贈された陶磁器製の椅子とテーブルが4組設置されたほか、トイレ、自動販売機、特産品展示ショーケースなどを備える。
待合所完成後は駅前広場の改良が行われ、2024年（令和6年）3月5日より供用を開始した。広場の中央には一般車両乗降場が新設された（送迎など一時利用用途のものであり駐車場ではない）。

### のりば
| 番線 | 路線              | 行先     |
| ---- | ----------------- | -------- |
| 1・2 | MU 三河線（海線） | 知立ゆき |

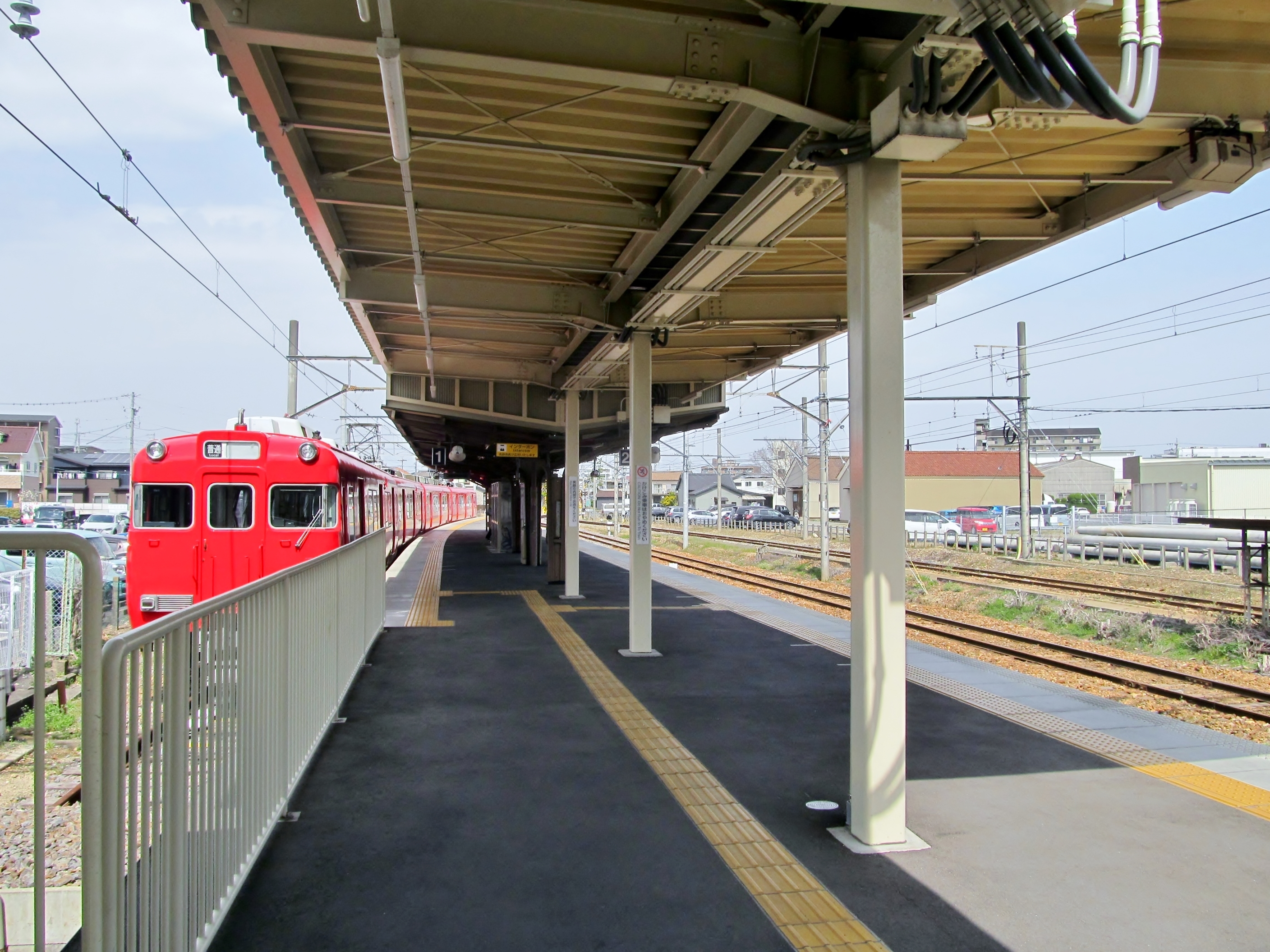
ホーム
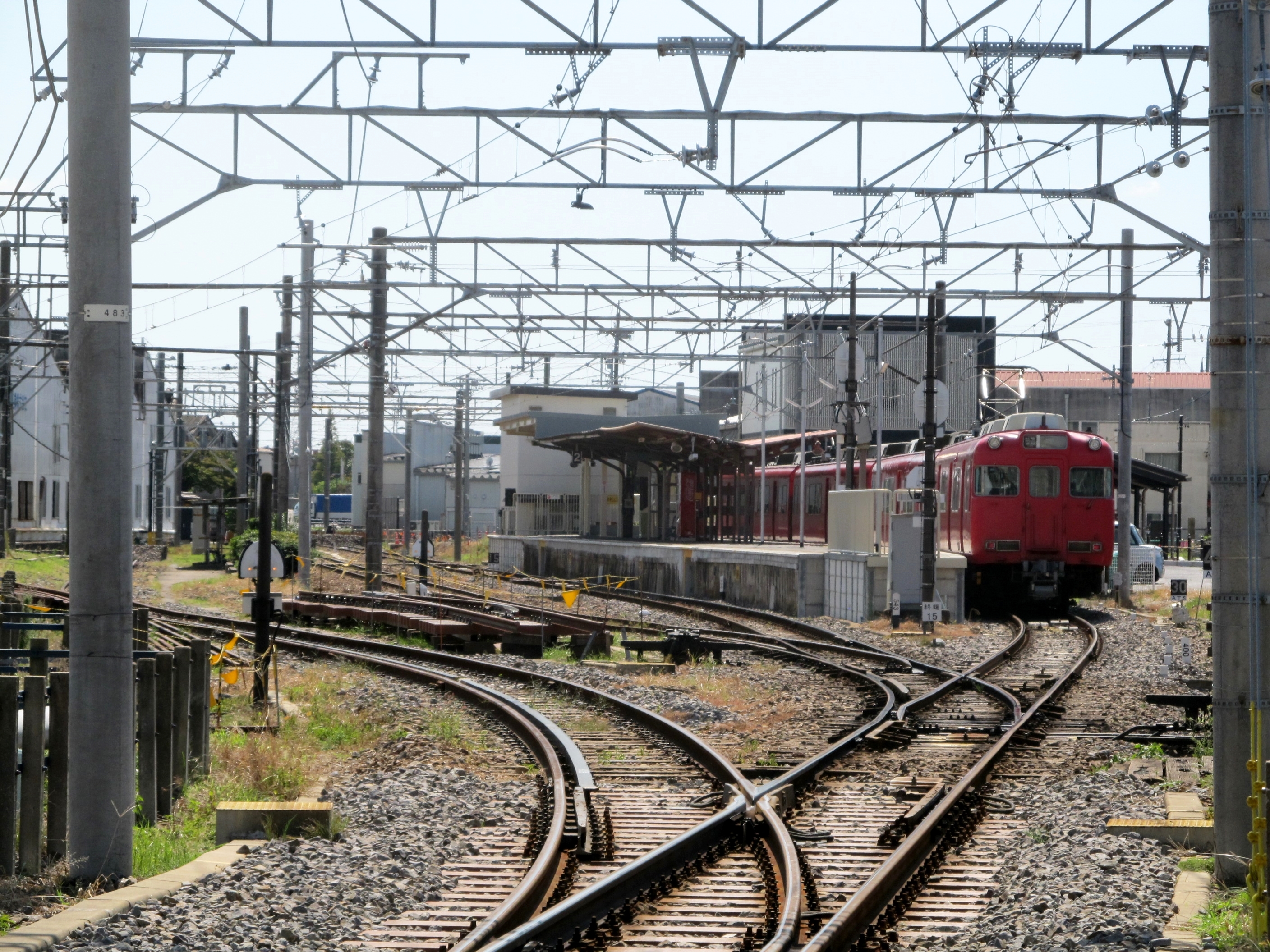
留置線
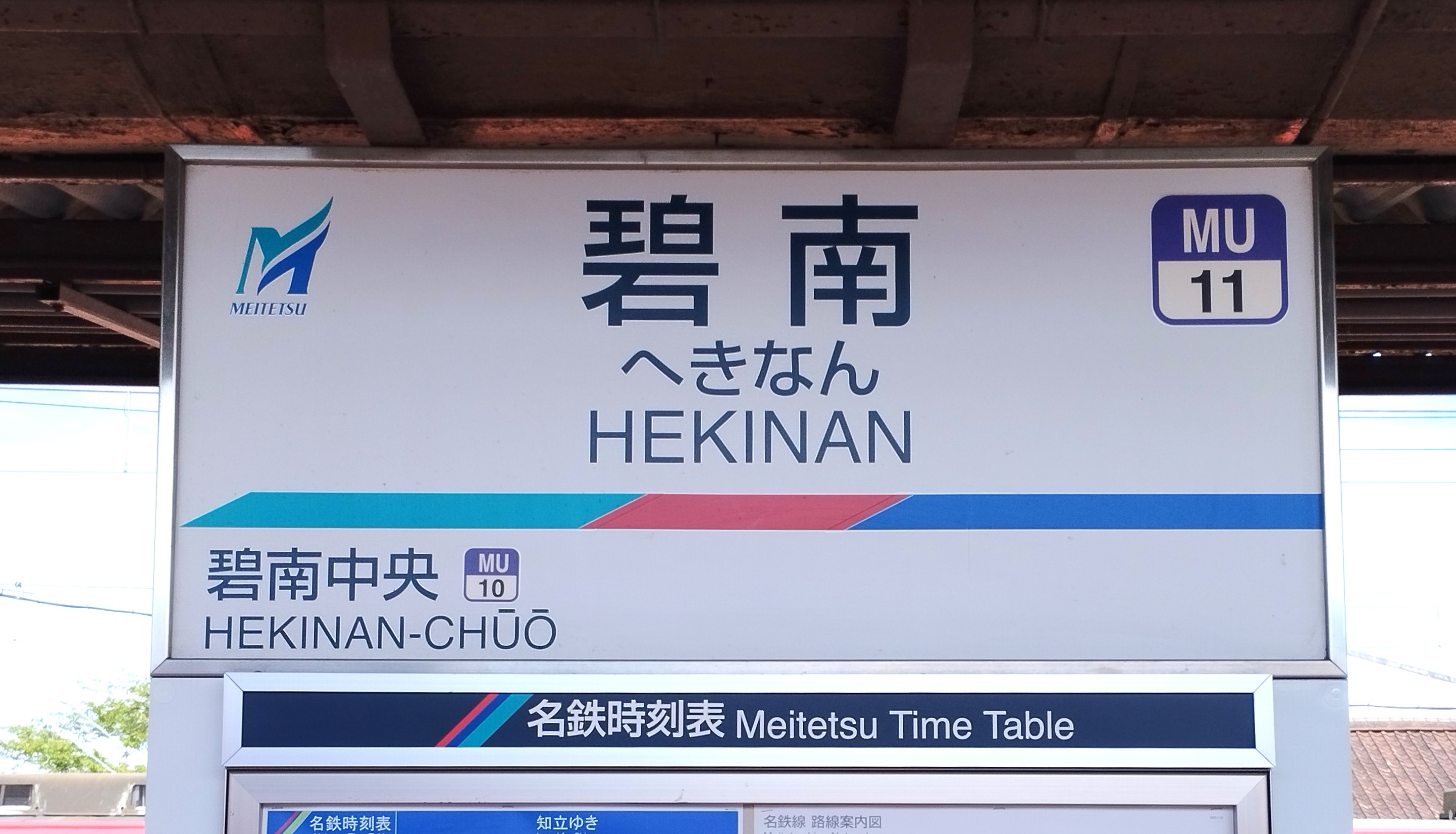
駅名標
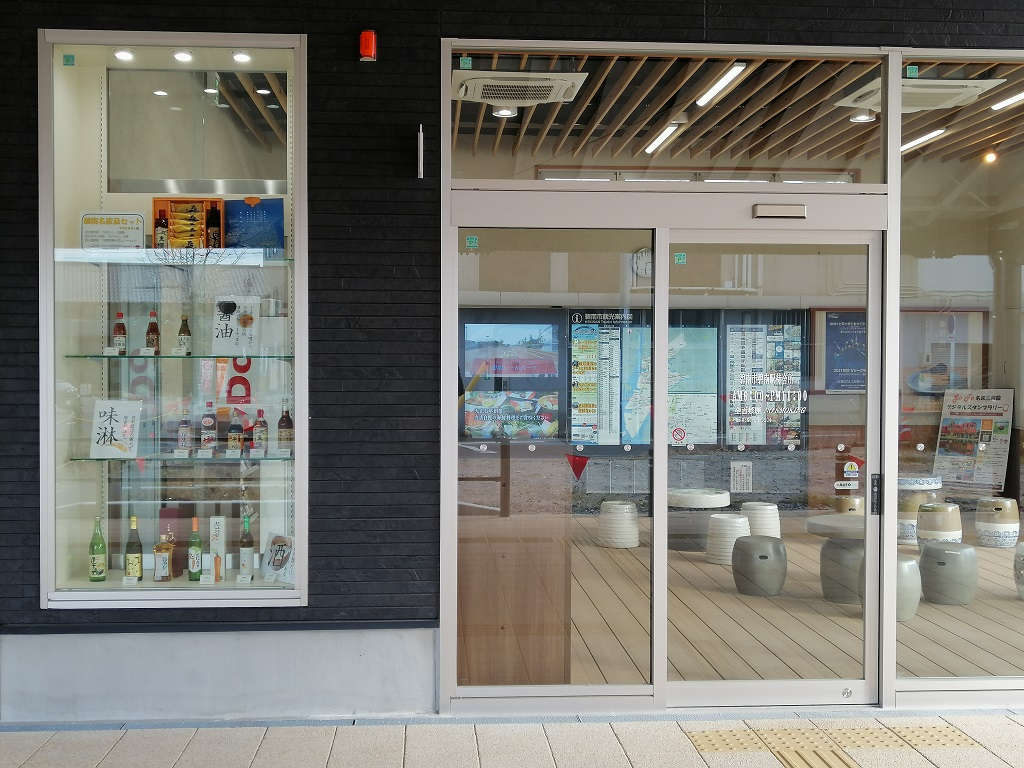
碧南市特産品のショーケースと待合所

### 配線図
| ← 刈谷・ 知立方面 | 碧南駅 構内配線略図 | → 吉良吉田方面 （廃止） |
| 凡例 出典:        |                     |                         |

## 利用状況
- 『名鉄120年：近20年のあゆみ』によると2013年度当時の1日平均乗降人員は3,701人であり、この値は名鉄全駅（275駅）中116位、 三河線（23駅）中10位であった[19]。
- 『名古屋鉄道百年史』によると1992年度当時の1日平均乗降人員は2,883人であり、この値は岐阜市内線均一運賃区間内各駅（岐阜市内線・田神線・美濃町線徹明町駅 - 琴塚駅間）を除く名鉄全駅（342駅）中146位、 三河線（38駅）中14位であった[20]。
- 愛知県の統計によれば、1日平均の乗車人員は2006年度1,674人、2007年度1,678人である。
- 『碧南の統計』『移動等円滑化取組報告書』によると、近年の1日平均乗降人員は下表のとおりである[21][22]。

| 年度               | 1日平均 乗降人員 |
| ------------------ | ---------------- |
| 2009年（平成21年） | 3,364            |
| 2010年（平成22年） | 3,456            |
| 2011年（平成23年） | 3,501            |
| 2012年（平成24年） | 3,523            |
| 2013年（平成25年） | 3,701            |
| 2014年（平成26年） | 3,627            |
| 2015年（平成27年） | 3,743            |
| 2016年（平成28年） | 3,823            |
| 2017年（平成29年） | 3,956            |
| 2018年（平成30年） | 3,972            |
| 2019年（令和元年） | 4,031            |
| 2020年（令和02年） | 3,147            |
| 2021年（令和03年） | 3,246            |
| 2022年（令和04年） | 3,487            |
| 2023年（令和05年） | 3,715            |

## 大浜口支線

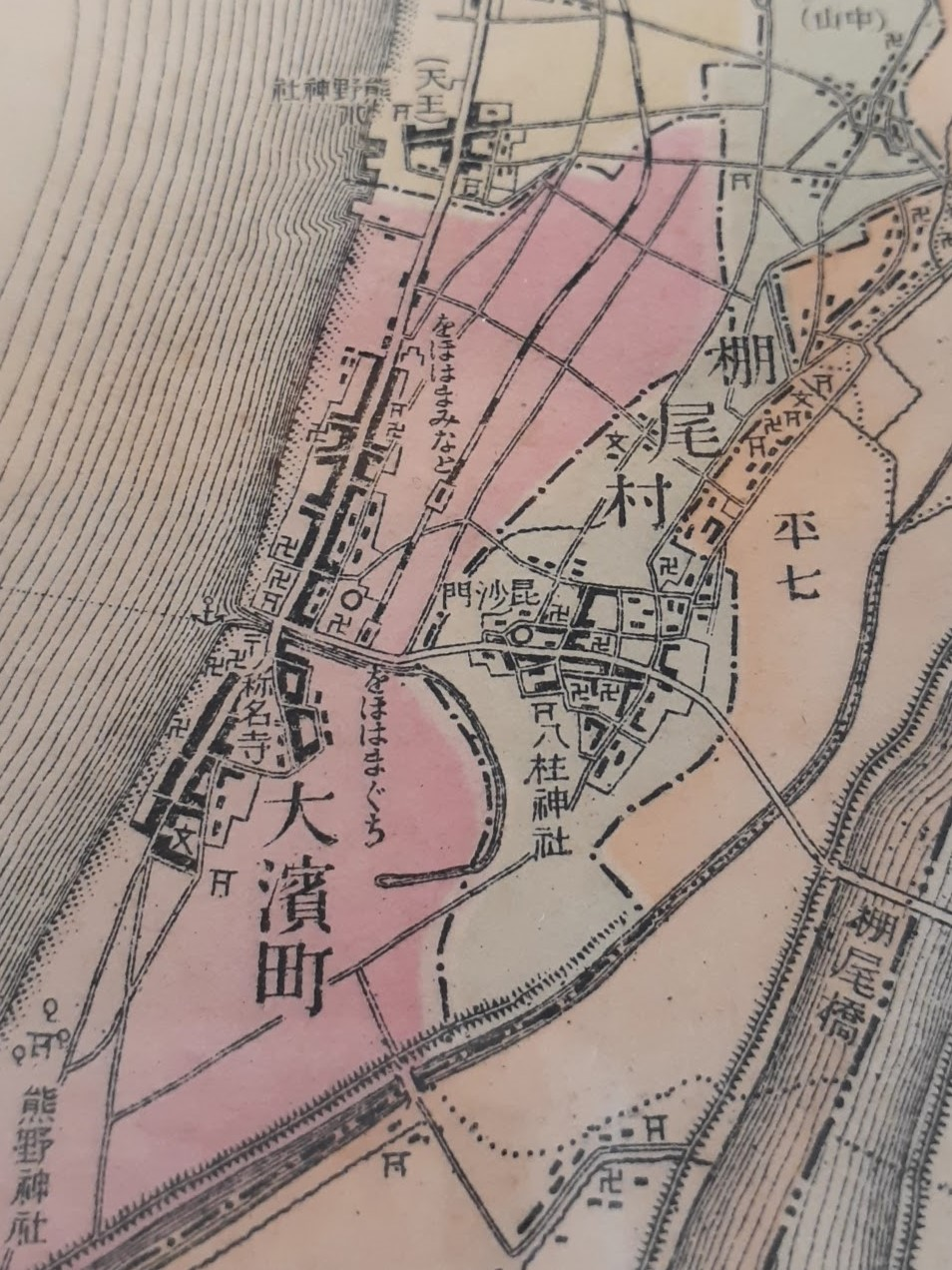
開通間もない頃の大浜口駅（1917年（大正6年））。1926年（大正15年）の延伸により枝線となる。

大浜口支線は碧南駅 - 玉津浦駅間にあった三河線の貨物支線で、支線終点の大浜口駅は源氏橋西側付近に位置していた。駅は掘川に面しており、衣浦港の船運と東海道本線（三河線経由で刈谷駅連絡）とを結ぶ中継拠点となっていたが、貨物量の減少に伴い1946年（昭和21年）に廃止された。
なお、大浜口支線は大浜臨港線とも呼び、玉津浦駅から分岐する貨物側線（大浜臨港線運送専用線）としばしば混同される。

1943年（昭和18年）当時の大浜港駅配線略図。大浜港駅構内に含まれ大浜口駅とは記載されていないが、玉津浦寄りにホームや他の側線群から孤立した位置に側線が1線引かれている。

### 碧南レールパーク
跡地付近に碧南レールパーク「大浜口広場」が整備されている。大浜口支線は三河線の本線路に対し西側に分岐していたのに対し、大浜口広場は東側に広がる形で整備されており、大浜口広場は大浜口駅の位置を再現しているわけではない。
整備当初は大浜口広場がレールパークの入口だったが、2021年（令和3年）3月29日に当駅までの区間が追加供用され、大浜口広場は中間地点となった。

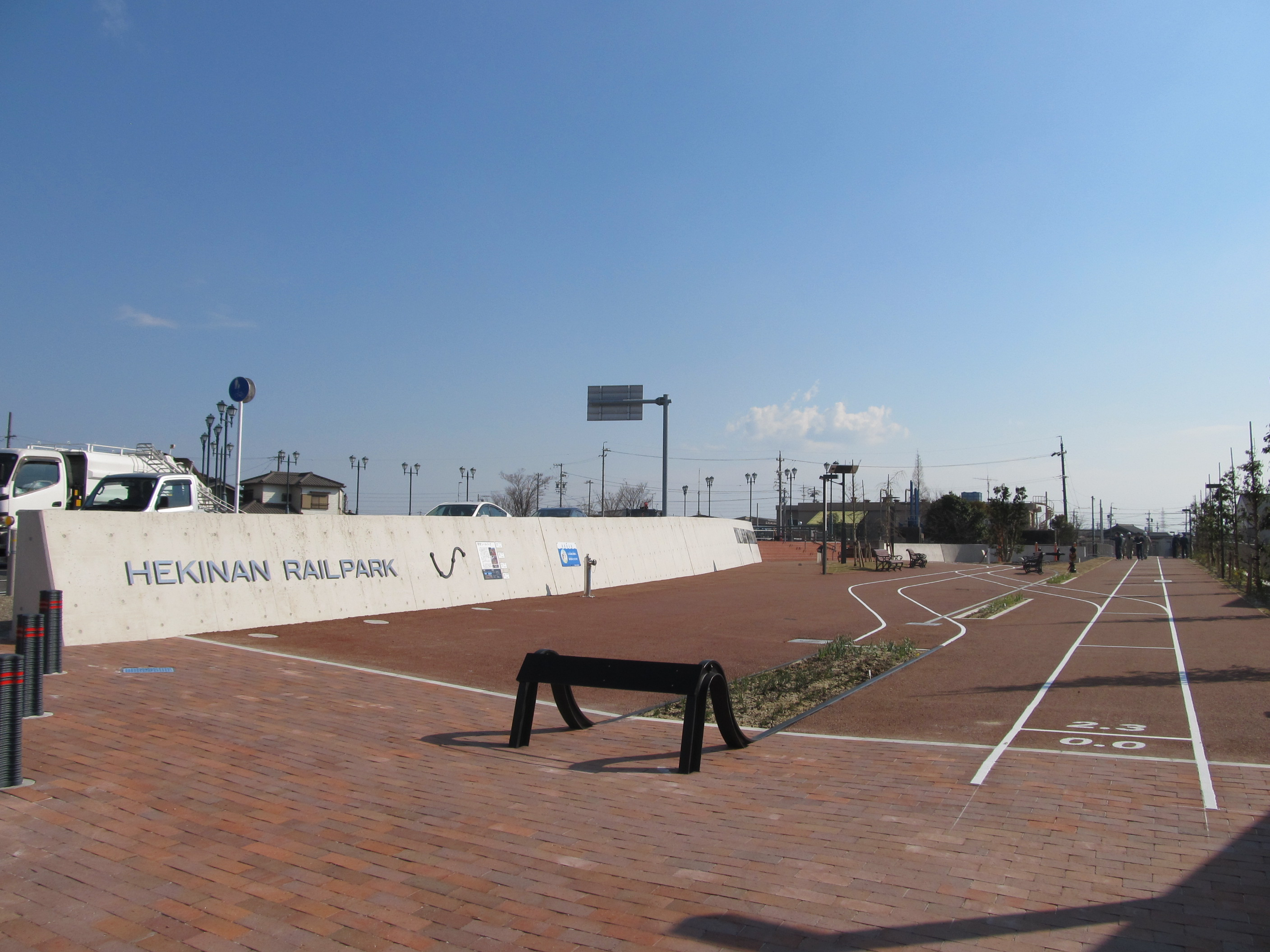
碧南レールパーク 「大浜口広場」
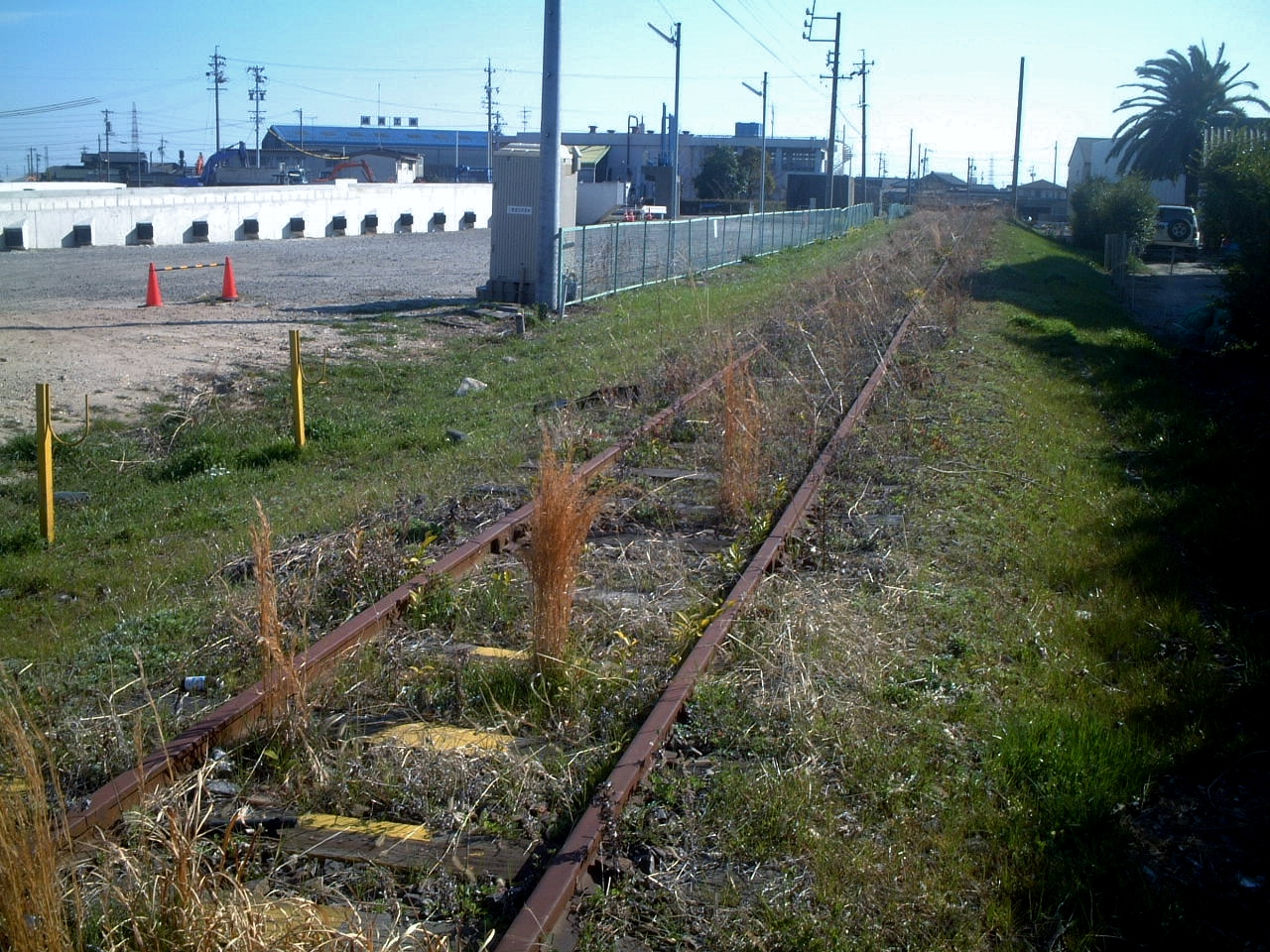
大浜口広場整備前の三河線廃線跡（2007年）
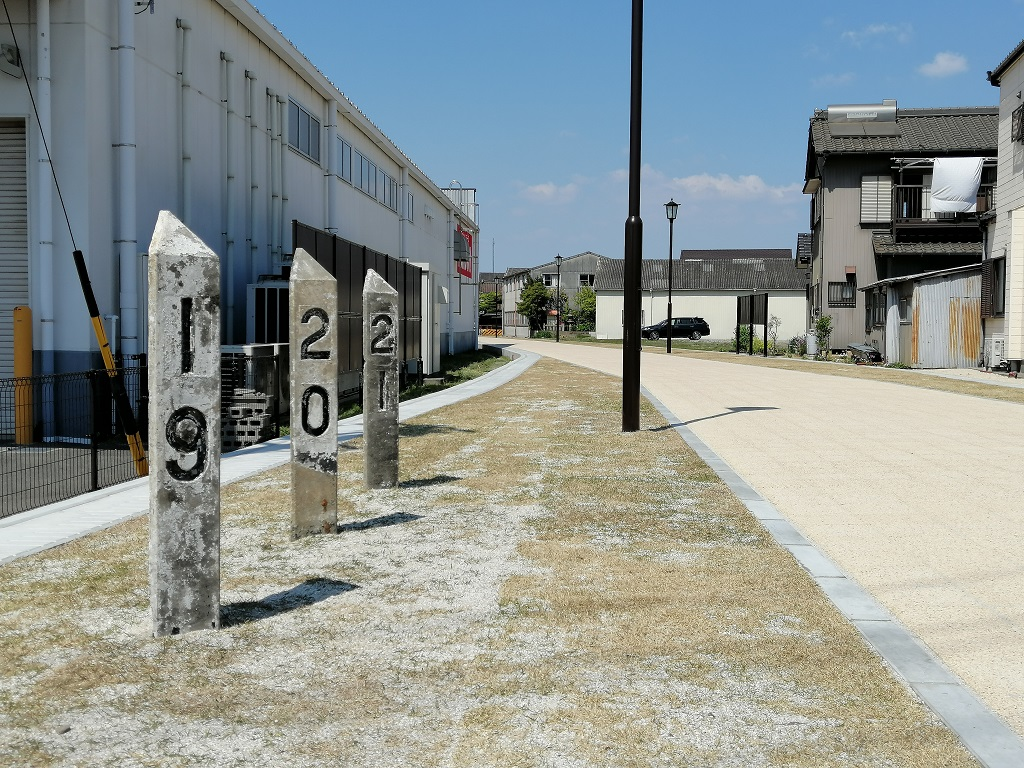
当駅方面に延伸したレールパーク（2021年3月）

## 駅周辺
碧南市発足前の旧・大浜町に所在。碧南市の中心街からは南西に位置している。

### 主な施設
- 碧南海浜水族館
- 碧南市臨海公園
- 碧南市立南中学校
- 多聞山妙福寺（毘沙門）
- 九重味淋 本社
- バロー 碧南店
- 西松屋 碧南店
- 碧南市藤井達吉現代美術館

### バス路線
ふれんどバス
三河線の当駅・吉良吉田駅間の廃止に伴う全線一律運賃の代替バスで、旧沿線自治体で構成するふれんどバス運行協議会からの委託により名鉄バス蒲郡営業所が運行している。manacaが使える。
くるくるバス
碧南市からの委託により、バス会社が運行する運賃無料の市内巡回バスで、1路線2コースが碧南駅前から発着する。

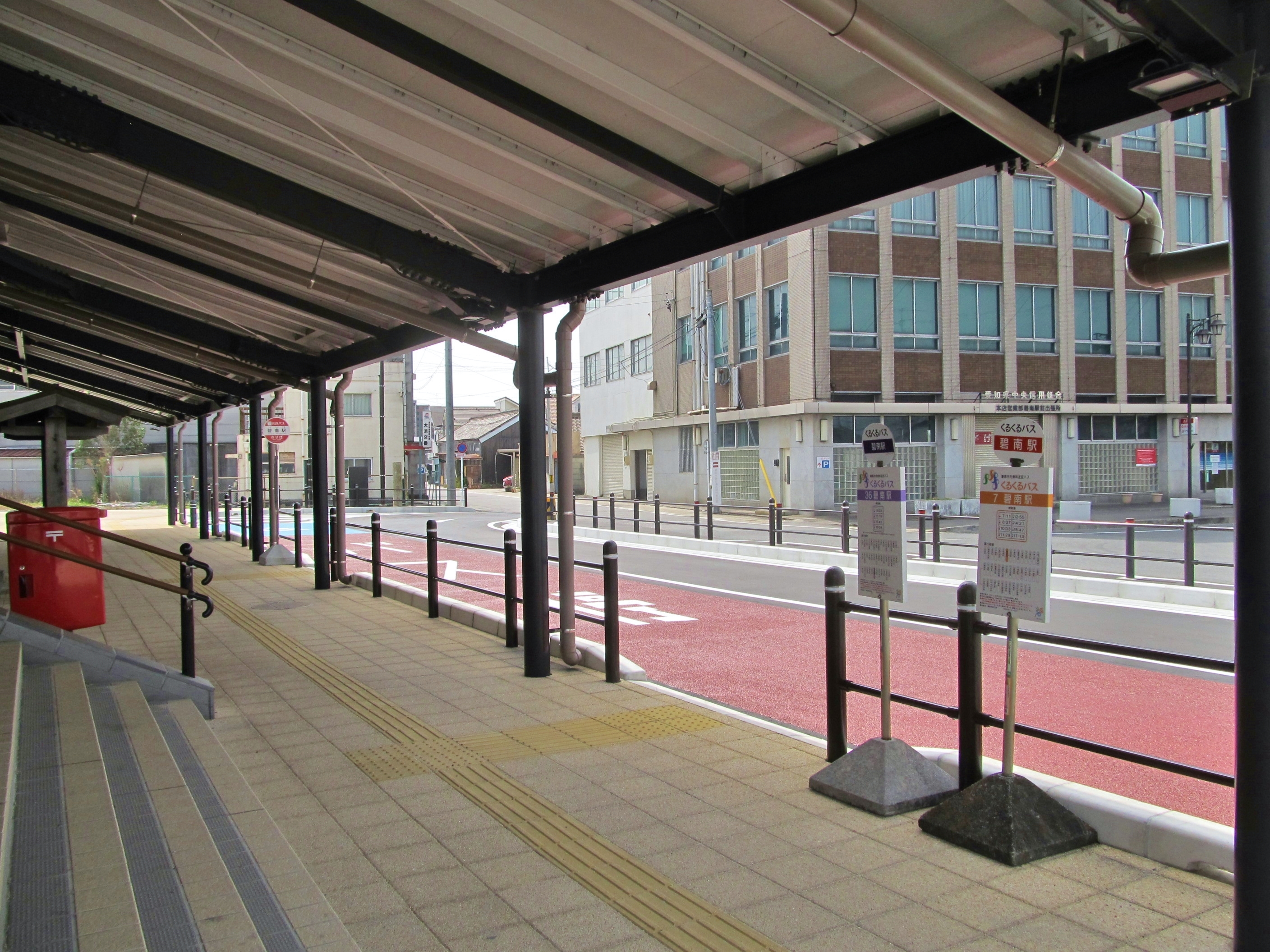
碧南駅バス停

## 隣の駅
名古屋鉄道
MU 三河線（海線）
碧南中央駅（MU10） - 碧南駅（MU11）

### かつて存在した路線
名古屋鉄道
三河線（海線）
碧南駅 - 玉津浦駅
三河線大浜口支線
碧南駅 - 大浜口駅